# Konfiguration von Mintzberg
Die Konfiguration von Mintzberg ist eine von Henry Mintzberg vorgeschlagene Struktur, um Organisationen mit verschiedenen inneren und äußeren Umwelten, Aufgabenstellungen und Führung dynamisch zu beschreiben. Sie beschreibt zum einen das Erscheinungsbild, welches Mintzberg als Ergebnis der Kräfte sieht, die auf die Organisation einwirken, und zum anderen die Verhaltensweisen, die für solche Organisationen dann typisch sind.

## Allgemein
Mintzberg beschreibt Organisationen als Zusammenstellungen von ursprünglich fünf, später sechs funktionalen Einheiten. Die Arbeit wird von Mintzberg als seine wichtigste bezeichnet.
Wesentliche Bedeutung errang das Modell durch die preisgekrönte Arbeit von Danny Miller, der Mintzbergs Konfigurationen mit einer erweiterten Form der Wettbewerbsmatrix von Michael Porter und anderen (D. C. Hambrick sowie Raymond Miles und Charles Snow) in Beziehung setzt. Er verbindet dadurch die strukturellen Betrachtungen von Mintzberg mit strategischen Aktivitäten. Abweichend von Porter unterteilt Miller die Differenzierungsstrategien in innovierende Differenzierer und Marketing-Differenzierer. Während innovierende Differenzierer dem Konkurrenzdruck durch Neuerung entgehen, können Marketing-Differenzierer die Wahrnehmung ihres Produkts durch den Käufer steuern. Miller deckt auf, dass bestimmte Strategien sich häufig mit bestimmten Konfigurationen paaren lassen. Dabei kann sich Miller außer auf die Analyse von Konfigurationen anderer Forscher auch auf empirische Ergebnisse berufen. Hier nennt Miller Hannan und Freeman (1977), H. E. Aldrich (1979) und McKelvey (1981).

### Sechs grundlegende Elemente einer Organisation
Mintzberg geht von einem Modell aus, in dem er sechs Elemente einer Organisation benennt, die in unterschiedlichem Ausmaß in Organisationen auftreten können.
| Nr. | Deutsch             | Englisch        | Kurzbeschreibung/Beispiele                                                                    |
| --- | ------------------- | --------------- | --------------------------------------------------------------------------------------------- |
| 1   | Betrieblicher Kern  | operating core  | Wertschaffende Kostenstellen: Produktion, Operationssaal, Baustelle                           |
| 2   | Strategische Spitze | strategic apex  | Verantwortlicher Geschäftsführer, CEO                                                         |
| 3   | Mittellinie         | middle line     | Mittleres Management, die Vermittler zwischen dem CEO und dem betrieblichen Kern              |
| 4   | Technostruktur      | technostructure | Hilfskostenstellen: Arbeitsvorbereitung, Einkauf, Entwicklung, Qualitätssicherung etc.        |
| 5   | Hilfsstab           | support staff   | Hilfskostenstellen außerhalb des Produktionsflusses, z. B. Kantine, PR-Beauftragte, Justitiar |
| 6   | Ideologie           | ideology        | Eine Art Halo von Glaubenssätzen und Traditionen, der die ganze Organisation umschließt.      |

Die fünf ersten nennt er schon in Structure in 5’s („Strukturen in 5en“). Das sechste Element, die Ideologie, wird später hinzugefügt.

#### Betrieblicher Kern
Der betriebliche Kern ist die Funktionsstelle, in der produziert wird. Als Produktion bezeichnet Mintzberg alle wertschöpfenden Prozesse – in seinen Worten – „wo Autos montiert und Blinddärme entfernt werden“.

#### Strategische Spitze
Als strategische Spitze bezeichnet Mintzberg den höchsten Verantwortlichen einer Organisation. In den meisten Fällen ist das eine Person, in seltenen Fällen auch zwei (Duovirat) oder drei gleichberechtigte Personen (Triumvirat).

#### Mittellinie
Als Mittellinie bezeichnet Mintzberg alle Führungsfunktionen. Hier findet sich das Management unterhalb der strategischen Spitze in all seinen Stufen.

#### Technostruktur
Als Technostruktur bezeichnet Mintzberg die Funktionsstellen, in denen Prozesse und Arbeitsabläufe definiert und überwacht werden. Hier findet sich beispielsweise eine Konstruktionsabteilung ebenso wie eine Arbeitsvorbereitung, eine Qualitätssicherung oder eine Logistik-Abteilung.

#### Hilfsstab
Der Hilfsstab sind alle zusätzlichen unterstützenden Funktionen außerhalb der wertschöpfenden Prozesse. Hier nennt Mintzberg juristische Unterstützung, Public-Relations-Abteilung usw.

#### Ideologie
Als Ideologie bezeichnet Mintzberg ein Halo aus Glaubensvorstellungen und Traditionen, die eine Organisation umgeben. Im weitesten Sinne kann man sich diese Ideologie als die Organisationskultur vorstellen. Die Ideologie ist nicht Teil der ersten Arbeiten zum Thema. Sie wurde nachträglich hinzugefügt, weil bestimmte Formen von Organisationen sich nicht in das 5er-Schema einpassen ließen.
Die sechs Elemente sind nicht immer vorhanden. In manchen Konfigurationen sind einzelne dieser Elemente so schwach ausgeprägt, dass sie kaum eine Rolle spielen. Das geschieht unter dem Einfluss der Organisations-Umwelt, die bestimmte Forderungen stellt; so wird jemand, der nie Rechtsstreitigkeiten hat, auch keinen Bedarf an einer Rechtsabteilung haben.

## Grundlegende Koordinierungsmechanismen
Mintzberg beschreibt Koordinierungsmechanismen, mit deren Hilfe Organisationen ihre Aktivitäten koordinieren. Sie dienen also dazu, dass die Organisation als Ganzes ihren Zweck erfüllen kann. Nach Mintzbergs Aussage gibt es sechs Koordinierungsmechanismen. Zwei davon sind unmittelbarer (ad hoc) Natur, die vier anderen bestehen in einer bestimmten Form von Standardisierung.
(a) gegenseitige Anpassung koordiniert zwei Tätigkeiten, indem die zwei Ausführenden direkt miteinander kommunizieren, wie zwei Paddler in einem Kanu. Offensichtlich ist diese Koordinierungsform hauptsächlich in kleinen, einfach strukturierten Organisationen zu finden. Paradoxerweise wird sie auch in den kompliziertesten verwendet, weil es bei extrem schwierigen Aufgaben die einzig zuverlässige Form ist.
(b) direkte Aufsicht meist von einer zentralen Stelle ist die typische Koordinierungsfunktion, wenn gegenseitige Anpassung nicht mehr funktioniert, z. B. ein großes Kanu mit 15 Personen.
(c) Bei der Standardisierung der Arbeitsprozesse werden die Prozesse vorgeschrieben, beispielsweise durch Arbeitsvorschriften.
(d) Bei der Standardisierung der Arbeitsergebnisse werden nicht die Prozesse vorgeschrieben, sondern die zu erreichenden Ergebnisse, wobei die Mittel zur Erreichung des Zieles freigestellt sind; ein Beispiel ist „grabe ein Loch 1 × 1 m und 50 cm tief“.
(e) Bei der Standardisierung der Fähigkeiten werden Arbeitskräfte mit bestimmten Kenntnissen und Fähigkeiten ausgewählt. Die Koordinierung erfolgt durch die Vorauswahl.
(f) Die Standardisierung der Normen bedeutet, dass die Mitglieder der Organisation eine gemeinsame Vision haben, an der sie ihre Aktivitäten orientieren.
| Buchst. | Deutsch                                | Englisch                          | Kurzbeschreibung/Beispiele |
| ------- | -------------------------------------- | --------------------------------- | --- |
| a       | gegenseitige Anpassung                 | mutual adjustment                 | Selbstorganisation auf Zuruf |
| b       | direkte Aufsicht                       | direct supervision                | Zentrale Führung mit direkter Befehlsgewalt |
| c       | Standardisierung der Arbeitsprozesse   | standardization of work processes | Die Arbeitsschritte werden direkt vorgeschrieben (meist aus der Technostruktur), d. h. die Art, wie die Aufgabe erfüllt wird.                                                  |
| d       | Standardisierung der Arbeitsergebnisse | standardization of outputs        | Die Vorschrift bestimmt nicht, wie gearbeitet wird, sondern was das Ergebnis der Arbeit sein soll.                                                                             |
| e       | Standardisierung der Fähigkeiten       | standardization of skills         | Hier wird nicht das Arbeitsverfahren, sondern der Arbeiter standardisiert, so dass Fähigkeiten und Kenntnisse vorhanden sind, die für die Aufgabenerfüllung erforderlich sind. |
| f       | Standardisierung der Normen            | standardization of norms          | Standardisierung der Normen bedeutet, die Arbeiter folgen geteilten Glaubenssätzen und koordinieren sich, indem sie diesen folgen.                                             |

Alle Organisationen führen eine Arbeitsteilung durch. Selbst Ein-Mann-Unternehmen führen Tätigkeiten zu verschiedenen Zeitpunkten aus. Die sechs Mechanismen zur Koordinierung dieser Arbeitsteilung sind ein wesentliches Element der Organisation. Sie sind in Mintzbergs Worten der „Klebstoff“, der das Gefüge zusammenhält.

## Design-Parameter
Strukturieren von Organisationen bedeutet das Verändern der Stellgrößen, die die Arbeitsteilung und Koordination beeinflussen. Dieser Abschnitt erläutert zehn solcher Stellknöpfe oder Design-Parameter in vier Gruppen.
| Design der Arbeitsstellen     | Design der Superstruktur | Design der Querverbindungen | Design des Entscheidungssystems |
| ----------------------------- | ------------------------ | --------------------------- | ------------------------------- |
| Job-Spezialisierung           | Formung von Abteilungen  | Kontroll-Systeme            | vertikale Dezentralisierung     |
| Formalisierung des Verhaltens | Größe der Abteilungen    | Planungssystem              | horizontale Dezentralisierung   |
| Training                      |                          |                             |                                 |
| Indoktrination                |                          |                             |                                 |

### Design der Arbeitsstellen

#### Job-Spezialisierung
Die erste Stellgröße ist die Entscheidung, was jede Arbeitsperson tun soll. Die Schlüsselentscheidungen sind Spezialisierung der Arbeitsaufgabe, d. h. wie viele Einzelaufgaben eine Arbeitsperson ausführen und wie viel Kontrolle diese Arbeitsperson über ihre Aufgaben haben soll. Über die Festlegung dieser Größen wird die Arbeitsteilung in der Organisation festgelegt.
Arbeitsaufgaben mit wenig unterschiedlichen Tätigkeiten werden horizontal spezialisiert (horizontally specialized) genannt; solche mit vielen Aufgaben nennen sich horizontal erweitert (Job-Enlargement und Job-Enrichment).
Arbeitsaufgaben mit wenig Übersicht, wann sie wofür ausgeführt werden, nennen sich vertikal spezialisiert; Aufgaben, bei denen der Arbeiter erheblichen Einfluss auf Zeitpunkt und Art der Arbeit hat, werden vertikal erweiterte Aufgaben genannt (Empowerment).
Arbeitsaufgaben müssen oft vertikal spezialisiert werden, weil sie horizontal spezialisiert sind; die Aufgabe ist so eng definiert, dass eine Kontrolle des Arbeiters über die Aufgabe die Zusammenarbeit verhindern würde (Fließband).

#### Formalisierung des Verhaltens
Dieser Faktor der Arbeitsgestaltung bestimmt darüber, wie weit das Verhalten der Arbeitsperson genormt ist. Organisationen normen das Verhalten, damit die Variabilität reduziert wird und die Aufgabe kontrollierbar wird (vgl. Kopplung (Organisationstheorie)). Das kann dazu genutzt werden, eine Aufgabe vertikal zu spezialisieren. Primär hat es jedoch die Aufgabe, Arbeit zu koordinieren (Koordinierungs-Mechanismus c). Piloten können sich nicht durch Dialog untereinander und mit dem Tower abstimmen, wenn sie eine Notlandung machen müssen. Die Zusammenarbeit muss durch präventive und trainierte Verhaltensnormen sichergestellt werden.
Organisationen, die sich primär auf Formalisierung des Verhaltens als Kontrollmechanismus verlassen, werden landläufig als Bürokratie bezeichnet. Trotz des belasteten Begriffes „Bürokratie“ definiert Mintzberg bürokratisch als … das Ausmaß, in dem sich eine Organisation auf Standardisierung zur Koordinierung verlässt, wobei jede Art von Standardisierung gemeint ist, nicht nur die des Verhaltens.
Es gibt Arbeitsaufgaben, die zu kompliziert sind, um von den Analytikern der Technostruktur formalisiert zu werden. Hier müssen die Personen, die die Arbeit ausführen sollen, Training erhalten, bevor sie die Arbeitsaufgabe ausführen können. Dabei kann es sich um institutionelles Lernen (Schule, Hochschule, Fachschule, Universität etc.) oder um handwerkliches Lernen handeln. Organisationen müssen also festlegen, welche Ausbildung die Personen haben müssen, die die Arbeitsaufgaben durchführen sollen, oder selbst eine Ausbildungsmöglichkeit schaffen.
Zuvor wurde festgestellt, dass Training und Standardisierung sich wechselseitig ersetzen können. Standardisierung zielt aber hauptsächlich auf ungelernte Arbeitskräfte ab und verlagert die Macht in die Technostruktur, während Training Macht aus allen Teilen der Organisation abzieht und in die Hände der ausführenden Arbeitsperson verlagert. Hier liegt auch der wesentliche Unterschied der beiden Koordinierungs-Mechanismen.
Der Begriff Sozialisierung bezeichnet den Vorgang, durch den Individuen die Normen und das Wertesystem einer sozialen Gruppe annehmen. Ein großer Teil der Sozialisierung in einem Unternehmen findet inoffiziell und informell statt. In vielen Punkten ähnelt Indoktrination dem Training. Wie Training findet sehr viel davon außerhalb des Arbeitsgeschehens statt, und es vermittelt Normen. Aber die Art der Normen unterscheidet die beiden. Hier geht es nicht um Wissensgebiete oder Können, sondern die Normen der Gesellschaft, der Kultur der Organisation.

### Design der Superstruktur

#### Organisationsstruktur
Nachdem nun die Arbeitsaufgaben ordentlich nach Spezialisierung, Formalisierung, Training und Indoktrination festgelegt sind, muss nun die Struktur erstellt werden, die die Organisation formal steuert: Abteilungen, Manager und die Gruppierung von Manager bis hin zu der einen verantwortlichen Person, dem CEO. Diese Struktur wird normalerweise in einem Organigramm gefasst.
Auch wenn das Organigramm nur die formale (also nicht notwendigerweise die maßgebliche) Macht in einem Unternehmen repräsentiert, so beantwortet es doch einige wesentliche Fragen:
- wie sind Positionen und Einheiten zusammengefasst?
- es zeigt auf, welche Ressourcen gemeinsam genutzt werden
- wie werden die Organisationen beurteilt (z. B. Produktivität)
- verstärkt den Zusammenhalt, weil die Mitglieder einer Abteilung meist in engem physischen Kontakt stehen.

Positionen und Abteilungen gliedert man gemeinhin nach
- Funktion (einschließlich Wissen, Können, Prozesskenntnis und Arbeitsaufgabe)
- Märkten (Produkt, Kunden, geographischer Markt)
- Methoden und
- Zielsetzungen

#### Abteilungsgröße
Die Frage nach der Größe von Abteilungen – die sogenannte Leitungsspanne (span of control, SOC) – wurde historisch mit 5–6 beantwortet. Trotzdem beobachtet man empirisch Abteilungen mit hunderten von Mitarbeitern. Die Ursache liegt möglicherweise in der Grundannahme, es gäbe nur einen Koordinierungs-Mechanismus, die direkte Aufsicht. Die Anwendung des Konzepts Koordinierungs-Mechanismus begründet am besten die verschiedenen Größen von Abteilungen. Jede Art von Standardisierung kann eine Koordinierung erreichen, die keinerlei Eingriffe durch einen Manager erforderlich macht. Somit ist leicht zu begründen, warum Montagelinien mit 40 oder 120 Personen einem einzigen Manager verantwortlich sind.
Die zweite zu betrachtende Größe ist die Notwendigkeit für wechselseitige Abstimmung. Je mehr eine Aufgabe es erforderlich macht, sich wechselseitig abzustimmen, desto kleiner muss die Größe der Einheit sein. Die Größe der Einheit muss dabei so gewählt werden, dass häufige, informelle Kommunikation stattfindet; typischerweise also kleiner als 10 Personen.

### Design der Querverbindungen
Mit der Einführung von Positionen steht das Skelett einer Organisation. Nun muss die Steuerung für die Organisation definiert werden. Mintzberg unterscheidet zwei prinzipiell unterschiedliche Systeme. Das Planungssystem (action planning system), konzentriert auf Planung vor der Ausführung, und das Kontrollsystem, konzentriert auf Ermittlung der Ergebnisse nach der Ausführung. Diese beiden sind untrennbar miteinander verbunden, nur die Betonung auf das eine oder das andere unterscheiden Organisationen.
Typische Design-Elemente für das Design der Querverbindungen sind Liaison-Positionen, also Personen, Arbeitsgruppen, Task-Forces, die die Schnittstellen zwischen Funktionsabteilungen managen. Darüber hinaus werden Matrixorganisation verwendet, um die Probleme zwischen funktional unterschiedlichen Abteilungen zu lösen.

### Design des Entscheidungssystems
Entscheidungssysteme sind mehr oder weniger zentralisiert. Im einfachsten Fall konzentriert sich alle Macht in der strategischen Spitze. Das ist ab einer bestimmten Organisationsgröße nicht mehr handhabbar. Dann muss die Macht aufgeteilt werden, wobei Mintzberg zwischen horizontaler und vertikaler Dezentralisierung unterscheidet. Unter vertikaler Dezentralisierung versteht man dabei die Delegation von formaler Macht von oben nach unten, während horizontale Dezentralisierung die Verteilung von formeller oder informeller Macht von Linienpositionen auf operative Stellen wie Maschinenbediener, Vorarbeiter usw. darstellt. Diese Machtverteilung wird durch sechs Typen der Dezentralisierung beschrieben.
Der erste Fall der Dezentralisierung (Typ I) ist das genaue Gegenteil davon, nämlich die Konzentration der Macht in der strategischen Spitze, also der Zentralisierung. Daneben nennt Mintzberg die begrenzte horizontale Dezentralisierung als Typ II, in der Macht außer in der strategischen Spitze auch horizontal in die Technostruktur verteilt ist – eine professionelle Bürokratie. Dieser Typ wird von der begrenzten vertikalen Dezentralisierung ergänzt, wo Macht in der strategischen Spitze, zu einem Teil in der Technostruktur und der Rest in der Mittellinie verteilt ist. Typ IV stellt eine Umkehrung der erwarteten Verhältnisse dar. Hier konzentriert sich die gesamte Macht im betrieblichen Kern. Im Typ V ist die Macht überall verteilt und wir erkennen eine selektive horizontale und vertikale Dezentralisierung, außer im betrieblichen Kern. Typ VI schließlich ist dezentralisiert und Macht verteilt sich verhältnismäßig gleichmäßig über die gesamte Organisation.
Typ II und Typ IV repräsentieren zwei Formen von Bürokratien, von denen die eine relativ zentralisiert ist und die andere relativ dezentralisiert.

## Situative Faktoren
Viele situative Faktoren beeinflussen die Strukturen einer Organisation. Mintzberg unterscheidet 16 Faktoren in vier Gruppen:
- Alter und Größe

- Je älter eine Organisation ist, umso formaler ist sie strukturiert;
- Je größer eine Organisation ist, umso formaler ist deren Verhalten (siehe hierzu auch Aston-Gruppe);
- Je größer eine Organisation ist, umso differenzierter sind die Arbeitsaufgaben;
- Je größer eine Organisation ist, umso größer ist die durchschnittliche Größe der Abteilungen.

- Technische Systeme

- Je mehr technische Apparate die Arbeit bestimmen, umso formalisierter ist das Verhalten.
- Je komplexer technische Systeme sind, umso ausgefeilter sind die Organisationsstrukturen.
- Die Automatisierung eines betrieblichen Kerns transformiert eine bürokratische Verwaltungsstruktur in eine organische.

- Umwelt

- Je dynamischer die Umwelt, in der sich eine Organisation befindet, umso organischer wird diese aussehen.
- Je komplexer eine Umwelt, umso dezentralisierter wird die Organisation sein, die sich damit auseinandersetzen muss.
- Je diverser die Märkte einer Organisation sind, umso größer wird die Neigung sein, sie nach Märkten zu strukturieren.
- Feindselige Umwelten zwingen Organisationen dazu, sich zeitweilig zu zentralisieren.
- Ungleichgewichte in der Umwelt ermutigen Organisationen sich selektiv zu dezentralisieren und sich organisatorisch anzupassen.

- Macht

- Je mehr eine Organisation von außen, beispielsweise durch den Aufsichtsrat, bestimmt wird, umso zentralisierter wird sie sein.
- Machtansprüche der Organisationsmitglieder erzeugen übertrieben zentralisierte Strukturen.
- Management-Moden beeinflussen die Struktur, selbst, wenn diese unangemessen ist.

## Die Konfigurationen
All die oben genannten Faktoren beeinflussen die Konfiguration, die eine Organisation annimmt. Mintzberg beschreibt sechs Formen
1. die Einfachstruktur (simple structure)
2. die Maschinenbürokratie (machine bureaucracy)
3. die Profiorganisation (professional bureaucracy)
4. die Spartenstruktur (divisionalized form)
5. die Adhokratie (adhocracy)
6. die Missionsform (missionary)

### Die Einfachstruktur

Elemente der Einfachstruktur

Die Einfachstruktur (engl. simple structure) stellt die einfachste der fünf Konfigurationen dar. Dieser Organisationstyp besteht aus einer strategischen Spitze, einer nur sehr schwach (bis gar nicht) ausgeprägten Mittellinie und einem betrieblichen Kern. Häufig sind Technostruktur und Hilfsstab nicht vorhanden, oder äußerst schwach ausgeprägt.

#### Merkmale
In der Einfachstruktur ist der dominante Organisationsteil die strategische Spitze. Sie koordiniert durch direkte Kontrolle. Die Organisation ist wenig gegliedert, da die direkte Kontrolle sonst nicht möglich wäre. Wenig Training oder Indoktrination werden für die Anpassung von Arbeitskräften eingesetzt. Gleichzeitig ist das formale System schwach ausgeprägt, es gibt kaum geschriebene Anweisungen oder Vorschriften. Wenn überhaupt eine Gruppierung stattfindet, dann ist sie normalerweise funktional. Es gibt wenige, aber große Abteilungen, die sich auf schwach ausgeprägte Planungs- und Kontrollmechanismen stützen. Die meisten Entscheidungen werden ad hoc von dem Entscheidungsträger getroffen. Die Organisation ist zentralisiert (Typ I).
Typischerweise sind Organisationen der Einfachstruktur jung und verhältnismäßig klein, nutzen vergleichsweise einfache technische Systeme und müssen sich mit dynamischen, manchmal auch feindseligen Umwelten auseinandersetzen. Geführt werden solche Organisationen häufig von ihrem Gründer oder einem einzelnen Manager und gelten als unmodern.

#### Vor- und Nachteile
Ein großer Vorteil der Einfachstruktur ist die Flexibilität, die sich durch geringe Zahl an Mitarbeitern, weniger starre Strukturen und eine klare Hierarchie ergibt. Die Einfachstruktur widersetzt sich leichter feindlicher Umwelt durch schnellere Reaktionsfähigkeit und leichtere Anpassung. Die Einfachstruktur scheint geeignet zu sein, in einer einfachen, dynamischen Umwelt die Basis für schnelle und flexible Innovationsverfahren darzustellen. Der entscheidende Nachteil dieser Struktur ist die Abhängigkeit von der Unternehmensspitze, dem Unternehmer als einzelner Person. Kommt der Unternehmer in eine Krise, greift diese auf das ganze Unternehmen über. Probleme ergeben sich auch in Zeiten des Wachstums bzw. wenn eine gewisse Größe überschritten wird. Der Unternehmer kann dann überfordert sein, weil er nicht mehr alleine alle Bereiche steuern kann.
Mit zunehmendem Alter beginnen die situativen Faktoren auf die Organisation zu wirken. Sie werden formaler und strukturierter. Dann kann es zu Krisen kommen, weil der Führer nicht mehr loslassen möchte und Kompetenzen nicht delegiert. Daraus resultieren zeitweise Chaos, Machtkämpfe und Kapitalmangel. Um diesen Problemen entgegenwirken zu können, bedarf es einer Veränderung in der Organisationsstruktur. Das heißt, dass sich die Einfachstruktur durch die Einführung von Mechanismen wie Standardisierung, Formalisierung, Programmierung und Strukturierung in eine andere mintzbergsche Organisationsstruktur verwandelt. Dafür werden dann zusätzliche Bereiche wie die Technostruktur oder Hilfsstäbe eingesetzt.

#### Anwendungsbereiche
Die typische Anwendung der Einfachstruktur ist das kleine Einzelunternehmen, in dem Unternehmer die meisten Entscheidungen selbst treffen. Dem Unternehmer kommt eine Koordinationsfunktion zu, die er persönlich wahrnimmt. Innovative Pionier- und Familienbetriebe gelten als Paradebeispiele für die Einfachstruktur. Die Einfachstruktur ist auch eine übliche Variante, Unternehmen zu gründen, die dann im Laufe der Zeit umgebildet werden.
Optimale Rahmenbedingungen, die Mintzberg als situative Faktoren bezeichnet, sind für die Einfachstruktur:
- eine einfache Technologie
- eine relativ geringe Unternehmensgröße und typischerweise ein niedriges Alter des Unternehmens
- eine einfache sowie dynamische Umwelt sowie
- ein zentrales Machtorgan, das das Unternehmen lenkt – meist der Firmeneigentümer.

### Die Maschinenbürokratie
Die industrielle Bürokratie (engl. machine bureaucracy: Maschinenbürokratie) hebt zwei wesentliche Aspekte der Organisationsgestaltung hervor. Zum Ersten den Zusammenhang der Organisation von Arbeitsprozessen und der Organisation von Stellenbeziehungen (Formen der Prozessgestaltung) und zum Zweiten die Einbeziehung sogenannter situativer Faktoren (Alter und Größe der Institution, die jeweilige Basistechnologie, die Stabilität der Umwelt und die Machtverteilung und Autonomie). Neben den Koordinationsmechanismen (Formen der Prozessgestaltung) und den situativen Faktoren (Rahmenbedingungen) berücksichtigt er noch sog. Gestaltungsparameter (zum Beispiel die Formalisierung des Verhaltens durch Stellenbeschreibungen) und die relative Bedeutung bestimmter Teile der Unternehmensorganisation. Diese Teile sind die Geschäftsleitung (Strategic Apex), die mittlere Ebene (Middle Line), die ausführende Ebene (Operating Core), steuernde Einheiten (Technostructure) und unterstützende Einheiten (Support Staff).

#### Merkmale
Das dominanteste Organisationselement in diesem Modell ist die Technostruktur. Dort erfolgt die Planung und Standardisierung des betrieblichen Kerns; es werden Verfahrensvorschriften, horizontale und vertikale Kompetenzverteilungen in Form von Organigrammen, Stellenbeschreibungen, Finanzplänen und Entscheidungsroutinen erstellt. Die Maschinenbürokratie ist durch eine stark ausgebaute administrative Organisationsstruktur und durch – im Vergleich zur Einfachstruktur – relativ zentralisierte Entscheidungsbefugnisse gekennzeichnet. Sie hat stark nach Funktionen und in hierarchischen Ebenen abgegrenzte Einheiten. Die strategische Spitze ist das einzige Organ, das strategische Entscheidungen zu treffen hat. Sie stellt die Unternehmensleitung dar, die die Interessen der Organisation nach außen vertritt. Aufgrund der starken Tendenz zur Eigenfertigung gibt es einen gut ausgebauten Hilfsstab.
Maschinenbürokratische Arbeit ist oft Einzelarbeit und wird durch strukturierbare Aufgabenstellungen gekennzeichnet. Die Weiterbildung wird im Haus betrieben und für die Einprägung der komplizierten Spielregeln und der geregelten Struktur verwendet. Die Motivierung der Mitarbeiter ist in dieser Organisationsform die Aufgabe des Managements. Bei den „make or buy“-Entscheidungen steht die eigene Produktion immer im Vordergrund, das heißt, diese Organisation schafft sich alle Hilfsdienste selbst, die sie zum Leben braucht, damit diese besser kontrolliert werden können. Das kann eine Werkskantine sein, aber auch zum Beispiel ein Anwaltsbüro.

#### Vor- und Nachteile
Vorteile der Maschinenbürokratie seien die Zuverlässigkeit und Stabilität (jedoch nur unter stabilen Umweltbedingungen), das durchsichtige Gesamtsystem der Organisation und die klare Regelung der Zuständigkeiten durch Standardisierung. Ebenso würden durch Delegation der Entscheidungskompetenzen und Definitionen von eindeutigen Vorgehensweisen kaum Chaos und Machtkämpfe entstehen und eine effiziente und billige Massenproduktion ermöglicht.
Nachteilig hingegen sei die Inflexibilität und die langsame Reaktion auf Umweltveränderungen, da durch die hierarchischen Kommunikationswege die Informationen nur langsam weitergegeben und verzerrt werden. Strategieentwicklungsprobleme können aufgrund von Überlastung der strategischen Spitze entstehen und Mitarbeiter demotiviert werden, da Gruppenarbeit, Arbeitsteams und innovatives Denken aufgrund der Routinearbeit nicht gefördert werden. Ebenso nachteilig sei die Entstehung einer starken Bürokratie aufgrund von Formalisierung, Standardisierung, Programmierung und Strukturierung. Wenn die Maschinenbürokratie als Hilfsstab der Profiorganisation auftritt, kann es zwischen diesen beiden Organisationtypen zu Konflikten kommen, da die Effizienz und das Streben nach Einhaltung der komplizierten Verfahrensregeln der Maschinenbürokratie und das Streben nach flexibler Aufgabenerfüllung gegensätzliche Ansätze sind.

#### Anwendungsgebiete
Die Maschinenbürokratie bevorzugt stabile Rahmenbedingungen mit einfachen Technologien, die geeignet sind, eine Standardisierung der betrieblichen Prozesse zu betreiben, sowie große Betriebsgrößen. Alte Organisationen sind meist als Maschinenbürokratien organisiert. Es ist eine Umwelt förderlich, die von der Organisation Sicherheit und Zuverlässigkeit fordert.
Diese Struktur entwickelt sich bevorzugt im öffentlichen Sektor, in der massenproduzierenden Großindustrie, wie zum Beispiel in der Automobilindustrie und dort, wo Zuverlässigkeit und Sicherheit im Vordergrund stehen, das sind Banken, Hotel- und Restaurantketten, Fluggesellschaften, Feuerwehren. Ein klassisches Beispiel ist die Firma McDonald’s. Die Maschinenbürokratie kann auch als eine unterstützend-administrative Kultur der Profiorganisation auftreten. Maschinenbürokratien entstehen häufig auch aus reifenden Einfachstrukturen.

### Die professionelle Bürokratie
Die Expertokratie, (Profiorganisation) (engl. professional bureaucracy) oder auch Profibürokratie entsteht, wenn der Hilfsstab gegenüber den anderen Organisationsteilen besonders stark wird.

#### Merkmale
Das wichtigste Organisationsteil der Profiorganisation sind der betriebliche Kern und die darin arbeitenden Professionisten.
Ebenso voll ausgebaut ist der Hilfsstab, der hauptsächlich auf die Bedürfnisse des betrieblichen Kerns ausgerichtet ist. Wenig entwickelt sind hingegen die Technostruktur und die Mittellinie, da es keiner Koordination der Arbeit im betrieblichen Kern bedarf.

„Die Profiorganisation setzt zur Erreichung von Koordination die Standardisierung von Qualifikationen und den damit verbundenen Gestaltungsparameter der Ausbildung und Indoktrination ein. Sie beschäftigt für die Ausführung der Arbeiten im betrieblichen Kern professionelle Mitarbeiter mit entsprechender Ausbildung und Indoktrination und gesteht ihnen dann ein erhebliches Maß an Kontrolle über die eigene Arbeit zu.“

Der professionelle Mitarbeiter arbeitet unabhängig von seinen Kollegen, steht aber im engen Kontakt mit seinen Kunden. Koordination zwischen den professionellen Mitarbeitern geschieht durch die Standardisierung der Qualifikationen und Kenntnisse. Ebenso charakteristisch ist eine Standardisierung und Kategorisierung von Aufgaben. Diese werden sortiert und den Mitarbeitern zugewiesen, um Klarheit bezüglich der Arbeitsaufgaben zu schaffen. Außerdem existiert ein Repertoire an Standardverfahren, die in bestimmten standardisierten Situationen – als Kontingenzen bezeichnet – angewendet werden.
„Somit hat der professionelle Mitarbeiter zwei grundlegende Aufgaben:
- Kategorisierung der Bedürfnisse des Klienten im Hinblick auf eine Kontingenz, die den Einsatz eines bestimmten Standardverfahrens vorgibt – die Diagnose;
- die Anwendung oder Durchführung des jeweiligen Verfahrens.“ (Lit.: Mintzberg, S. 260)

Eine Profiorganisation ist durch eine starke Dezentralisierung gekennzeichnet. Ein großer Teil der Macht ist im betrieblichen Kern zu suchen, da einerseits die Arbeit der professionellen Mitarbeiter sehr komplex und daher nur schwer von Führungskräften kontrollierbar ist, und andererseits die geleisteten Dienste sehr gefragt sind und den professionellen Mitarbeiter somit in eine Position bringen, in der er auf einer gewissen Autonomie bestehen kann. Der Administration kommt nur indirekte Macht zu. Ihre Aufgaben sind zum Beispiel die Behebung von Störungen und die Vermittlung zwischen den professionellen Mitarbeitern und der Außenwelt.

#### Vor- und Nachteile
Die Stärke der Profiorganisation liegen vor allem in der Kategorisierung und Standardisierung. Andere Merkmale wie Demokratie und Autonomie sind allerdings mit Problemen verbunden. Zu Koordinationsproblemen kommt es einerseits zwischen den professionellen Mitarbeitern und dem Hilfsstab, andererseits auch zwischen den professionellen Mitarbeitern untereinander.
Ermessensprobleme treten dann auf, wenn der professionelle Mitarbeiter doch nicht ausreichend qualifiziert ist bzw. sich nicht ausreichend weiterbildet. „Ermessensfreiheit kann professionelle Mitarbeiter nicht nur dazu verführen, die Bedürfnisse ihrer Klienten außer acht zu lassen; sie lässt viele Mitarbeiter auch die Erfordernisse der Organisation vergessen.“(Lit.: Mintzberg, S. 280)
Zu Problemen bei Innovationen kommt es, da diese unliebsame Kooperation bzw. interdisziplinäre Zusammenarbeit erforderlich machen. Des Weiteren wird versucht, neue Probleme in alte Kategorien zu pressen.

#### Anwendungsgebiete
Profiorganisationen sind vor allem in komplexen aber stabilen Umweltbedingungen zu finden.
„Komplex genug, um den Einsatz schwieriger Verfahren erforderlich zu machen, die nur in umfassenden formalen Ausbildungsgängen zu erlernen sind, zugleich aber so stabil, dass die von den Mitarbeitern zu erwartenden Qualifikationen gut zu definieren und folglich auch zu standardisieren sind.“ (Lit.: Mintzberg, S. 272)
Beispiele für Profiorganisationen sind Schulen, Universitäten, Beratungsfirmen, Anwaltbüros und Wirtschaftsprüfungsgesellschaften, aber auch Krankenhäuser oder Sozialeinrichtungen können Profiorganisationen sein.

### Die Spartenstruktur

Spartenstruktur

Die Spartenstruktur (engl. divisionalized form) wird auch „Divisionale Struktur“ genannt. Sie ist Teil der Konfiguration von Mintzberg und besteht aus einer großen strategischen Spitze, einer kleinen Technostruktur und einem großen und gut ausgebauten Hilfsstab. Die Mittellinie stellt den wichtigsten Teil dar, die Sparten haben die Struktur von Maschinenbürokratien und bilden den betrieblichen Kern der Konfiguration.

#### Merkmale
Organisationen mit Spartenstruktur sind in gleichrangige Einheiten oder Sparten unterteilt. Der dominante Teil dieser Organisation ist die Mittellinie – hier spielen besonders die Leiter der einzelnen Sparten eine große Rolle. Die Aufgabe der strategischen Spitze liegt vor allem in der strategischen Ausrichtung der Sparten auf Produktgruppen bzw. Märkte, d. h. sie steuert die Abgrenzung der Geschäftsfelder und Ausstattung der Sparten mit finanziellen Ressourcen. Die Sparten sind, abgesehen von den oben genannten Vorgaben, autonom. Zwischen den Spartenleitungen und der strategischen Spitze herrscht ein delegativer Führungsstil in Form von „Management by Objectives“ vor. Die Ergebnisse der Arbeit sind standardisiert, sie dienen der Koordination und vermitteln den Sparten einen klaren Zielbezug – hier wird von den Sparten auch als teilautonome Arbeitsgruppen gesprochen.
Es gibt eine kleine, aber gut ausgebaute Technostruktur in Form von Managementinformationssystemen, die die Leistungsergebnisse der Sparten überwachen. Den Sparten stehen bei der Leistungserstellung einige zentrale Hilfsdienste wie Finanzplanung, Steuer-, Rechts- und Versicherungsberatung zur Verfügung. Die Spartenstruktur unterscheidet sich von den vier anderen Konfigurationen in einem zentralen Aspekt: Sie ist keine vollständige Struktur, sondern nur eine Teilstruktur, die wie ein Rahmen über den Sparten liegt, die kleine Maschinenbürokratien darstellen.
Die Organisation der Sparten als Maschinenbürokratien hat folgende Gründe. Eine Sparte wird als einzelne Einheit mit einer bestimmten Anzahl an konsistenten und standardisierten Zielen gesehen. Diese Ziele, vorgegeben von der Spitze, werden, je weiter sie die Linie hinunterwandern, in Subziele und Arbeitsstandards umgesetzt, wodurch der Grad der Bürokratisierung verstärkt wird. Die Spartenleiter sind dafür verantwortlich, dass diese Standards innerhalb der Sparte umgesetzt werden, dies führt zu einer Zentralisierung in den Sparten. Bürokratie und Zentralisierung sind die wesentlichen Elemente der Maschinenbürokratie, die von allen Konfigurationen in den Sparten bevorzugt wird.

#### Vor- und Nachteile
Die Spartenstruktur wurde geschaffen, um das Problem der mangelnden Anpassungsfähigkeit der Maschinenbürokratie zu lösen. Durch diesen zusätzlichen administrativen Rahmen um die Sparten/Maschinenbürokratien kann sie sich besser an neue Umweltbedingungen anpassen und mögliche Risiken innerhalb der Organisation besser verteilen. (Lit.: Mintzberg, Organization Design: Fashion or Fit?, S. 111) Allerdings gibt es auch eine andere Seite: Das interne Kontrollsystem entmutigt die Spartenleiter, Innovationsfähigkeit zu zeigen und risikobehaftete Aktionen durchzuführen, weil sich die Spartenleiter für ihre Ausführungen rechtfertigen müssen. Die Risikoaufteilung kann dazu führen, dass eine Katastrophe in einer Sparte die ganze Organisation mit in den Untergang reißen kann.
Die wirtschaftliche Stärke der Spartenstrukturen liegt besonders darin, strategische Synergien lukrieren (bekommen) zu können, die von der Unternehmensleitung durch Ressourcenverteilung gesteuert werden können. Mintzberg kritisiert, dass das Leistungskontrollsystem einer Spartenstruktur primär auf monetäre Größen aufgebaut ist und damit soziale Komponenten aus den Entscheidungen ausblendet.

#### Anwendungsgebiete
Die Spartenorganisation ist bevorzugt in einer „einfachen und stabilen Umwelt“ und bei großer Produkt- und Marktdiversität zu finden. Vor allem alte und große Organisationen tendieren zu Spartenstrukturen, ebenso sind viele multinationale Konzerne in Sparten strukturiert.
Die Spartenorganisation ist in den letzten Jahrzehnten sehr modern geworden, auch im „nonbusiness sector“, wie in großen Krankenhäusern und öffentlichen Institutionen. (Lit.: Mintzberg, Organization Design: Fashion or Fit?, S. 111) Allerdings findet Mintzberg die Spartenstruktur für diesen Sektor ungeeignet, denn wenn die Qualität nicht durch entsprechende Konzepte sichergestellt wird, schlagen Sparmaßnahmen voll auf diese durch. Die Herausforderung besteht daher in der Entwicklung kosten- und qualitätsorientierter Leistungskontroll- und Anreizsysteme.

### Die Adhokratie

Adhocratie

Der Begriff Adhokratie (engl. adhocracy), als Teil der Konfiguration von Mintzberg, bezeichnet eine Organisationsform, die im Gegensatz zur Bürokratie steht. Der Begriff wurde erstmals 1970 durch Alvin Toffler bekannt gemacht. Seither wird er häufig in der Managementtheorie verwendet und wird häufig auf Online-Organisationen bezogen. Eine Weiterentwicklung hat der Begriff insbesondere durch Henry Mintzberg erfahren. Bei der Adhokratie schrumpft der operative Kern und die verbleibenden Organisationsteile werden wertschaffend. Der Name Adhokratie leitet sich vom lateinischen ad hoc ab, das man mit „aus dem Moment heraus“ oder etwas freier mit „eigens zu diesem Zweck geschaffen“ übersetzen kann. Mintzberg selbst bezeichnet diese Form als die modernste, da sie das größte Innovationspotential und die größte Flexibilität aufweist.

#### Merkmale
Im Gegensatz zu den anderen Organisationsformen hat die Adhocratie kein dominierendes Organisationselement; es gibt demnach eine Dezentralisation der Macht, die im Vergleich zu den anderen Modellen nicht weiter mit einer bestimmten Stelle in der Organisation in Verbindung zu bringen ist.
Als logische Konsequenz dieser Tatsache ist festzustellen, dass es innerhalb einer Adhocratie eine starke Betonung auf Fachwissen gibt. In ihrer Ausführung ist die Adhocratie demnach quasi eine Gruppierung von Experten in funktionalen bzw. marktorientierten Einheiten. Eine tragende Rolle spielt dabei die gegenseitige Abstimmung untereinander. Die „Verwendung von Kontaktinstrumenten zur Förderung der gegenseitigen Abstimmung als vorrangiger Koordinationsmechanismus“ (Lit.: Mintzberg, S. 337) kommt daher verstärkt zum Einsatz. Weiterer Gestaltungsparameter sind nach Mintzberg die organische Struktur (d. h. es gibt nahezu keine standardisierten Verhaltensabläufe bzw. Verhaltensformalisierungen) sowie horizontale Aufgabenspezialisierung anhand von Ausbildung.
All diese Gestaltungsprinzipien wirken sich nun, wie bereits erwähnt, positiv auf das Innovationspotential einer Organisation aus, da der Reaktionsablauf auf sich ändernde bzw. komplexe Umweltbedingungen deutlich flexibler und schneller ist als jener von durch Standardisierung geprägter Organisationsformen. Unterschieden wird in betriebliche, die Innovationen und Problemlösungen im Kundenauftrag entwickeln, und administrative Adhocratie, die Projekte im Eigeninteresse durchführt. Im letzteren Fall kommt es zu einer strikten Trennung zwischen dem betrieblichen und den administrativen Bereich des Unternehmens – die Adhocratie widmet sich dabei ausschließlich dem administrativen Teil, wobei dem Hilfsstab eine besonders wichtige Rolle zukommt.

#### Vor- und Nachteile
Der größte Vorteil liegt sicherlich in der hohen Innovationsfreudigkeit und damit überschneidend im Problemlösungspotential, das eine Adhocratie in sich birgt (siehe oben). Durch die Dezentralisation der Macht und die daraus folgende Mitbestimmungsmöglichkeit für jedes Mitglied ist ein hohes Maß an Motivation gegeben. Eine große Schwäche der Adhocratie ist ihre Instabilität: Die fließenden und teils unklaren adhokratischen Strukturen verursachen bei ihren Mitgliedern oft den Drang nach mehr Definitionen, was dann wiederum zu einer Bürokratisierung führt. In konjunkturschwachen Phasen, bei ausbleibenden Aufträgen etc., wird eine Adhocratie zudem schnell an den Rand ihrer Existenz geführt, da sie einen viel höheren Kommunikationsaufwand und somit Kosten verursacht.

#### Anwendungsbereiche
Die Adhocratie findet in Bereichen ihre Anwendung, in denen die Stärken dieser Struktur von hoher Notwendigkeit sind. Es sind dies Gebiete wie das Beratungswesen, die Werbebranche sowie die Forschung im allgemeinen Sinne. In all diesen Bereichen benötigen die Kunden innovative und individuelle Lösung für ihre Aufträge bzw. Probleme – wie bereits mehrfach erwähnt, ist die Adhocratie die effizienteste Variante dafür. Ebenfalls zur Anwendung kommt sie in Branchen, die zusätzlich von einer starken Komplexität geprägt sind und von komplizierten technischen Systemen Gebrauch machen. Ein Beispiel hierfür wäre etwa die Raumfahrt.
Adhocratien werden auch zahlreich in Form von Projekten (siehe Projektorganisation) und Arbeitsgruppen ins Leben gerufen. Sehr oft entstehen Adhocratien deshalb als ein „Nebenprodukt“ anderer Organisationsformen. Andersherum betrachtet können Adhocratien aber auch „im Zusammenhang mit frühen Stadien in der Entwicklung organisatorischer Strukturen“ (Lit.: Mintzberg, S. 371) gesehen werden.

### Mission
Die sechste Konfiguration ist die Mission (engl. Missionary). Hier wird die Organisation durch den Drang zum missionieren beherrscht. Dabei wirkt die Standardisierung der Normen als Ideologie, so dass Mitglieder der Organisation konformes Verhalten zeigen – eben wie Mönche eines katholischen Ordens. Die Gleichheit der Glaubens- und Wertevorstellungen führt zu einem konformen Verhalten und dient der Synchronisierung der Aktivitäten.

#### Merkmale
Das dominierende Element der Mission ist die zentrale Glaubensvorstellung. Durch diese koordinieren Mitglieder ihre Aktivitäten. Schlüssel zu dieser Glaubensvorstellung ist die Sozialisierung neuer Mitglieder durch Indoktrination. Hat ein Neuzugang die Normen und Werte der Gemeinschaft erst übernommen, dann kann ihm eine beträchtliche Freiheit im Treffen von Entscheidungen zugeteilt werden. In der vollständigsten Form führt die Indoktrination zu einer starken Dezentralisierung.
Da außer der Indoktrination keine weiteren Koordinierungsmechanismen erforderlich sind, kann die Mission weitgehend auf Technostruktur und Supportstaff verzichten. Erreicht eine Mission eine bestimmte Größe, dann tendiert sie dazu, sich wie eine Amöbe in Subeinheiten aufzuteilen (Ordenshäuser). Diese gleichen sich sowohl im strukturellen Aufbau, als auch im Verhalten.
Typische Missionen sind keine jungen Organisationen. Die Ideologisierung der Glaubens- und Werteprinzipien erfordert lange Zeit. Andererseits erfordert der strukturelle Aufbau einer Mission eine stabile Umwelt, da anpassende Veränderungen der Wertevorstellungen nur sehr langsam vonstattengehen. Daher gibt es mit Ausnahme bestimmter religiöser Orden, nur wenige sehr alte Missionen. Sie funktionieren aber gut in friedlichen Umwelten, die wenig Anforderungen an ihre Fähigkeiten stellen.

### Vor- und Nachteile
Missionen können in friedlichen Umwelten sehr lange existieren, ohne sich dabei wesentlich zu verändern. Einzig ein ausreichend großer Strom von neuen Mitgliedern und eine mäßige Anforderung an die technische Leistungsfähigkeit sind erforderlich. Die Konfiguration stellt keine Ansprüche an externe Ausbildung, ausgebildetes Management usw. und kann lange Zeiten sehr autark funktionieren.
Schnelle Änderungen der Umweltbedingungen, die schnelle Anpassungen erforderlich machen, kann eine Mission kaum leisten. Da der Koordinierungsmechanismus in langfristig gebildeten Glaubens- und Wertevorstellungen fixiert ist, können diese nicht hinreichend schnell angepasst werden und die Mission verliert den inneren Zusammenhalt.

### Übersicht über die sechs Konfigurationen
Die folgende Tabelle führt Mintzberg als Übersicht für die verschiedenen Typen auf. Hier wird auch ersichtlich, wie sich die verschiedenen im ersten Teil genannten zu einer Konfiguration ergänzen.
|                                                             | Einfach- struktur                                               | Maschinen- bürokratie                                       | professionelle Bürokratie             | Spartenstruktur                                                                   | Adhokratie                                                                            | Mission                                                                                       |
| ----------------------------------------------------------- | --------------------------------------------------------------- | ----------------------------------------------------------- | ------------------------------------- | --------------------------------------------------------------------------------- | ------------------------------------------------------------------------------------- | --------------------------------------------------------------------------------------------- |
| primärer Koordinierungs- Mechanismus                        | Direkte Aufsicht                                                | Standardisierung der Arbeitsaufgabe                         | Standardisierung der Fähigkeiten      | Standardisierung der Arbeitsergebnisse                                            | Gegenseitige Anpassung                                                                | Standardisierung der Normen                                                                   |
| Primärer Teil der Organisation                              | Strategische Spitze                                             | Technostruktur                                              | Betrieblicher Kern                    | Mittellinie                                                                       | Hilfsstab                                                                             | Ideologie                                                                                     |
| Design-Parameter                                            |                                                                 |                                                             |                                       |                                                                                   |                                                                                       |                                                                                               |
| Spezialisierung                                             | Wenig Spezialisierung                                           | starke horizontale und vertikale Spezialisierung            | starke horizontale Spezialisierung    | etwas horizontale und vertikale Spezialisierung (zwischen Zentral und Divisionen) | starke horizontale Spezialisierung                                                    | wenig Spezialisierung                                                                         |
| Training                                                    | wenig                                                           | wenig                                                       | viel                                  | wenig                                                                             | viel                                                                                  | wenig                                                                                         |
| Indoktrination                                              | wenig                                                           | wenig                                                       | wenig                                 | einiges (für Divisions-Manager)                                                   | einiges                                                                               | viel                                                                                          |
| Formalisierung der Verhaltensnormen, bürokratisch-organisch | wenig formalisiert, organisch                                   | stark formalisiert, bürokratisch                            | wenig formalisiert, bürokratisch      | stark formalisiert (innerhalb der Divisionen: bürokratisch)                       | wenig formalisiert, organisch                                                         | wenig formalisiert, bürokratisch                                                              |
| Gruppierungsprinzip                                         | normalerweise funktional                                        | normalerweise funktional                                    | funktional und nach Markt             | nach Markt                                                                        | funktional und nach Markt                                                             | nach Markt                                                                                    |
| Abteilungs- größe                                           | breit                                                           | breit auf niedrigen Ebenen, sonst eng                       | breit auf niedrigen Ebenen, sonst eng | breit an der Spitze                                                               | durchgehend eng                                                                       | breit in Einzelbereichen von begrenzter Größe                                                 |
| Planungs- und Steuer- systeme                               | Wenig Planung und Steuerung                                     | Action Planning                                             | Wenig Planung und Steuerung           | Starke, perfektioniert Steuerung                                                  | begrenzte Action Planning                                                             | Wenig Planung und Steuerung                                                                   |
| Basis der Zusammenarbeit                                    | wenige Basen                                                    | wenige Basen                                                | Basen im Verwaltungsbereich           | wenige Basen                                                                      | durchgehend viele Basen                                                               | wenige Basen                                                                                  |
| (De-)Zentralisierung                                        | zentralisiert                                                   | begrenzte, horizontale Dezentralisierung                    | horizontale Dezentralisierung         | begrenzte, vertikale Dezentralisierung                                            | selektive Dezentralisierung                                                           | Dezentralisierung                                                                             |
| Situationale Faktoren                                       |                                                                 |                                                             |                                       |                                                                                   |                                                                                       |                                                                                               |
| Alter und Größe                                             | normalerweise jung und klein (erste Stufe)                      | normalerweise alt und groß (zweite Stufe)                   | verschieden                           | normalerweise alt und sehr groß (dritte Stufe)                                    | oft jung                                                                              | normalerweise weder besonders jung, noch besonders alt; groß nur durch viele kleine Enklaven. |
| Technisches System                                          | einfach, nicht regelnd                                          | regelnd, aber nicht automatisiert, nicht sehr anspruchsvoll | nicht regelnd oder anspruchsvoll      | differenziert, sonst wie Maschinen- Bürokratie                                    | sehr anspruchsvoll, oft automatisiert, ansonsten nicht regulierend oder anspruchsvoll | einfach, nicht regelnd                                                                        |
| Umwelt                                                      | einfach und dynamisch; manchmal feindselig                      | einfach und stabil                                          | komplex und stabil                    | relativ einfach und stabil; diversifizierte Märkte (bes. Produkte und Services)   | komplex und dynamisch; manchmal ungleich                                              | einfach und meist stabil                                                                      |
| Macht                                                       | Unter Kontrolle des CEO; oft Eigentümer- Manager, nicht modisch | Technokratische und externe Steuerung, nicht modisch        | Professionelle Steuerung, modisch     | Kontrolle bei Mittellinie, modisch (bes. in der Industrie)                        | Experten-Steuerung, modisch                                                           | ideologische Steuerung; Mode von morgen                                                       |